# Paul Erich Ewert

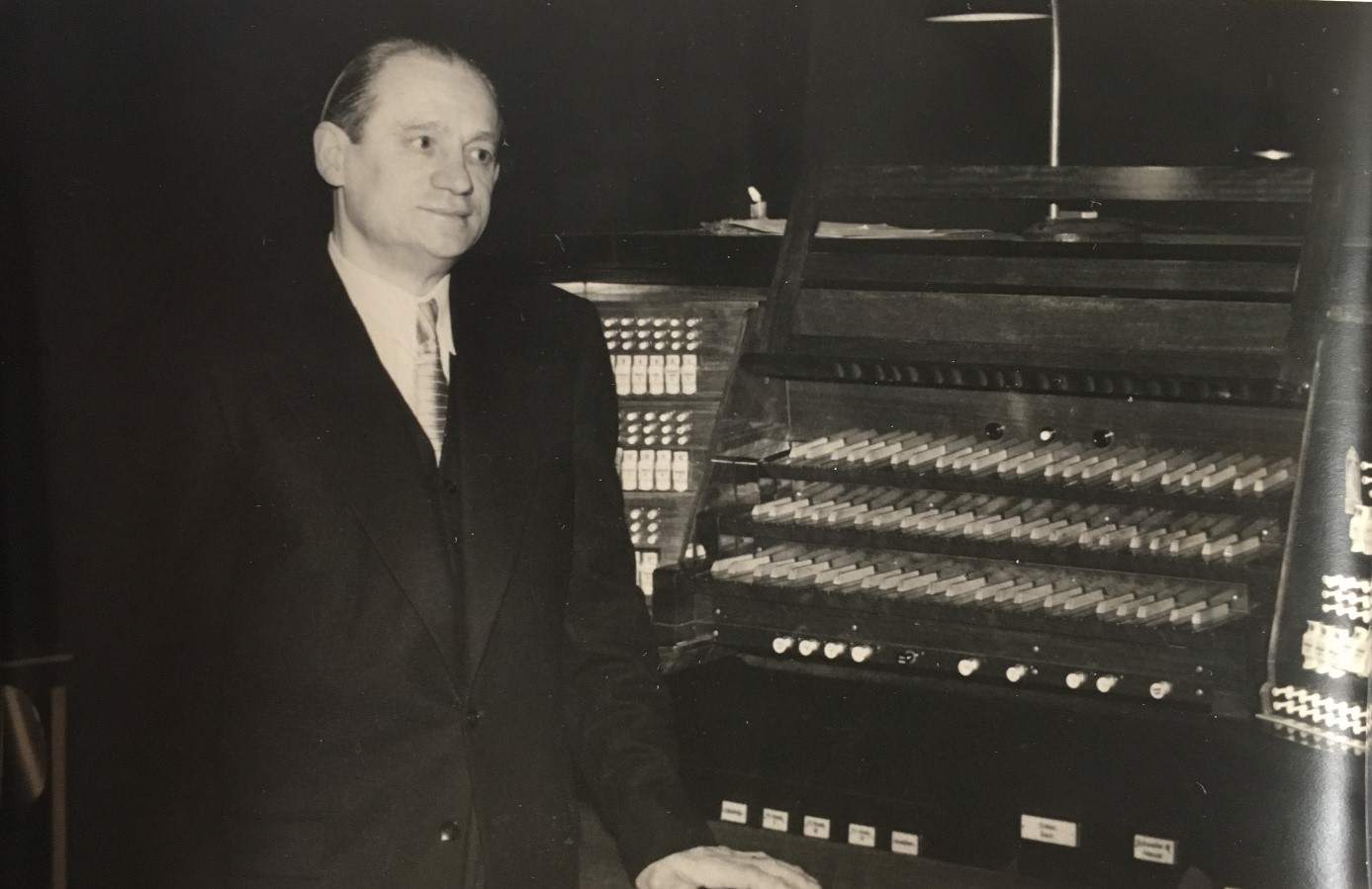
Paul Erich Ewert (Anfang 1950er Jahre)

Paul Erich Ewert (* 20. Januar 1894 in Soldau, Ostpreußen; † 25. März 1955 in Osnabrück) war ein deutscher Kantor, Organist und Orgelbauer in Königsberg (Preußen) und Osnabrück.

## Leben
Paul Erich Ewert entstammte einer kinderreichen und musikbegeisterten Familie. Schon sein Vater Heinrich Ewert (1865–1937) leitete als Laie einen Königsberger Chor. Paul Erich Ewert war bereits als 14-Jähriger Hilfsorganist an der Königsberger Kreuzkirche und vertrat nach 1918 den Organisten der Königsberger Schlosskirche. 1930 erhielt der Autodidakt und Orgelsachverständige eine Anstellung als Kantor in der Löbenichtschen Gemeinde, an die im selben Jahr auch Pfarrer Hugo Linck berufen wurde. Ewert war später auch Landeskirchenmusikwart.
Nach der Zerstörung des Löbenicht durch die Luftangriffe auf Königsberg am 30. August 1944 fanden Gottesdienste, Chorproben und Kirchenmusik in einer Dependance der Löbenichtschen Gemeinde, im Vorort Liep statt, das seit 1937/38 ein eigenes Gemeindezentrum mit Pfarrhaus hatte Liep. Als im Januar 1945 klar war, dass Ostpreußen verloren gehen würde, gingen Paul Erich Ewert und seine Frau Lina (1892–1976) nicht auf die Flucht, sondern blieben bei der Gemeinde. Nach der Eroberung Königsbergs durch die Rote Armee am 9. April 1945 erlebten sie mit den Lincks und der Lieper Hausgemeinschaft die Hungerjahre. Ewert, der als Broterwerb bei den Russen Klaviere stimmte und Klavierunterricht gab, war weiterhin eine Säule der ev. Rumpfkirche in Königsberg. Er leitete einen Chor im Yorck-Krankenhaus und spielte das Harmonium bei Andachten und Gottesdiensten in Liep und Kalthof.
Nach der Ausreise am 23. Juni 1947 zog Ewert zunächst zu seinen Töchtern Ursula Gronau und Anneliese Fett-Ewert nach Blexen an der Wesermündung. Dort besuchte ihn Hugo Linck 1948 nach seiner Ausreise aus Kaliningrad. Im Dezember 1948 fand Ewert eine Anstellung als Organist und Kantor an St. Marien (Osnabrück). Dort gründete er die Marienkantorei.
Ewerts zweite Tochter Anneliese (1919–1948) war Opernsängerin. Verheiratet war sie seit 1944 mit dem Königsberger Mediziner und Komponisten Gerhard Fett. Er gilt als wichtiger Jugendfreund des ostpreußischen Lyrikers Johannes Bobrowski. Fett vertonte u. a. Bobrowskis „Gedichte aus dem Krieg“, die bei einem Hauskonzert der Lincks im Juni 1943 unter seiner Leitung und mit Anneliese Ewert (Sopran) uraufgeführt wurden. Später veröffentlichte Gerhard Felt (Namensänderung nach 1945) musikhistorische Arbeiten zu den „Königsberger Universitätsmusiken“ und zu Johannes Stobäus.